# Groß Breese (Breese)
Groß Breese ist ein Ortsteil der Gemeinde Breese im Landkreis Prignitz in Brandenburg.

## Geografie
Der Ort liegt zwei Kilometer östlich von Breese und fünf Kilometer ostnordöstlich von Wittenberge. Die Nachbarorte sind Waldsiedlung, Düpow und Uenze im Nordosten, Jackel, Buutendörp und Kuhblank im Südosten, Hinzdorf im Süden, Zwischendeich, Schadebeuster, Berghöfe, Lütjenheide, Wallhöfe und Garsedow im Südwesten, Ausbau im Westen sowie Waldhaus und Weisen im Nordwesten. Südlich des Ortes fließen Elbe und Karthane.

## Geschichte und Etymologie
Groß Breese wurde 1406 als to dem Brese erstmals urkundlich erwähnt. Der Name leitet sich aus dem Slawischen ab und bedeutet so viel wie Birkenort. Gegründet wurde er als Rundlingsdorf mit Kirche und Rittergut rund 500 m südwestlich des im 21. Jahrhunderts befindlichen Ortskerns an der Karthane-Niederung.
Bei einem Großbrand am 4. April 1840 wurde der gesamte Ort vernichtet. Das Feuer wurde durch die eng beieinander stehenden Häuser begünstigt. Ausnahme war die Kirche, deren Turm aber ebenfalls nicht mehr zu retten war. Um eine erneute Feuersbrunst zu verhindern, wurde das Dorf als Straßendorf neu aufgebaut, und zwar innerhalb eines halben Jahres. Zum Schutz vor Hochwasser der Elbe verlegten die Einwohner den Ort 500 m weiter nach Norden. Aus dieser Zeit stammt die breite Hauptstraße mit dreifacher (vormals vierfacher) Baumreihe auf jeder Straßenseite. Errichtet wurden insgesamt 21 gleich große Bauernhöfe und vier Höfe für Kötter. Diese wurden durch den Landrat verlost. Hinzu kamen ein Pfarrhof, ein Spritzenhaus und eine Schule. 1878 errichtete die Kirchengemeinde eine neue Kirche.
1982 wurde die gesamte Dorfanlage unter Denkmalschutz gestellt. Ab 1990 entstanden entlang der Dorfränder neue Wohngebäude. 1995 gründete sich ein Heimatverein, der eine Heimatstube mit Dorfmuseum eröffnete.

## Sehenswürdigkeiten
- Die Dorfkirche Groß Breese ist eine Backsteinkirche aus dem Jahr 1879. Im Innern befindet sich unter anderem ein Ölgemälde des Historienmalers Otto Schneider.
- Dorfkern mit Bauernhöfen

Groß Breese ist Mitglied der Arbeitsgemeinschaft „Historische Dorfkerne im Land Brandenburg“.

## Wirtschaft
Im Ort sind ein Landhof mit Pension, vier Handwerksbetriebe, ein landwirtschaftlicher Betrieb, ein Büro für Stadt- und Regionalplanung sowie ein Hotel mit Restaurantbetrieb.